# Le Phaéton du Prince de Galles
Le Phaéton du Prince de Galles (anglais : The Prince of Wales's Phaeton) est une peinture à l'huile sur toile du peintre anglais George Stubbs, créée en 1793 pour George IV, qui était alors prince de Galles. 
Il s'agit du double portrait d'un cocher et d'un garçon d'écurie avec deux chevaux noirs et un attelage de type phaéton. Il fait désormais partie de la Royal Collection.

## Réalisation
George IV, alors prince de Galles, a chargé en 1792 le peintre George Stubbs de dépeindre son nouvel attelage phaéton « high-flyer » et son cocher, Samuel Thomas.
Le chien dépeint dans cette peinture est Fino, un spitz noir et blanc également présent dans Fino et Tiny, une autre peinture commandée par George IV.

## Description
Le prince de Galles est notablement absent de cette peinture, qui met plutôt en valeur le cocher du prince, Samuel Thomas, un homme plus jeune étant peint à droite, le 'tiger-boy' ; deux chevaux noirs sont représentés dételés. L'attelage de type phaéton, à droite de la peinture, en est le sujet principal.
La hiérarchie entre les personnages humains est suggérée par la position d'autorité de Samuel Thomas, qui tient l'un des deux chevaux.
L’œuvre mesure 102,2 × 128,3 cm ; il s'agit d'une peinture à l'huile sur toile.

## Historique
Ce tableau est désormais visible dans la Royal Collection,,.